# Independiente La Chorrera
Club Atlético Independiente de La Chorrera – panamski klub piłkarski z siedzibą w mieście La Chorrera, stolicy prowincji Panama Zachodnia. Występuje w rozgrywkach Liga Panameña. Domowe mecze rozgrywa na obiekcie Estadio Agustín „Muquita” Sánchez. Często określany jako CAI.

## Osiągnięcia
- Liga Panameña

| zwycięstwo (7):     | 2018 (C), 2019 (C), 2020 (C), 2022 (C), 2023 (A), 2023 (C), 2024 (C) |
| drugie miejsce (1): | 2015 (C)                                                             |

## Historia
Klub powstał w 1982 roku, dołączając do regionalnych rozgrywek w mieście La Chorrera. Przez kilkadziesiąt kolejnych lat występował w rozgrywkach trzeciej i drugiej ligi panamskiej. W 2008 roku prezydentem klubu został Ricardo Escobar, pod którego przewodnictwem zespół rozpoczął najbardziej obfity w sukcesy okres. W ciągu kolejnych pięciu lat drużyna pięć razy dotarła do finału drugiej ligi panamskiej, zaś w 2013 roku po raz pierwszy w historii klub awansował do najwyższej klasy rozgrywkowej, po pokonaniu w finale Millennium UP (4:3). W Liga Panameña zadebiutował 20 lipca 2013, wygrywając z Río Abajo (2:0) po golach Ernesto Sinclaira i Daniela Morána.
W wiosennym sezonie Clausura 2015 klub wywalczył tytuł wicemistrza Panamy, równocześnie spadł jednak do drugiej ligi panamskiej. W 2017, po dwóch latach nieobecności, drużyna Independiente powróciła do pierwszej ligi. Premierowe mistrzostwo Panamy klub wywalczył w sezonie Clausura 2018, kiedy to pokonał w finale Tauro (1:0). Trenerem ekipy był wówczas Donaldo González, zaś czołowymi graczami ekipy byli m.in. Kevin Melgar, Omar Browne (autor zwycięskiego gola), Manuel Torres czy José Fajardo (król strzelców ligi).
28 kwietnia 2018 w ligowym meczu z Plazą Amador (0:0) w barwach CAI wystąpił gościnnie Míchel Salgado – legenda Realu Madryt.
W 2019 roku klub zmienił herb oraz barwy z czarno-żółtych na czarno-szare.

### Rozgrywki międzynarodowe
| Sezon | Rozgrywki              | Runda | Klub                 | Dom | Wyjazd | Ogólnie      |
| ----- | ---------------------- | ----- | -------------------- | --- | ------ | ------------ |
| 2019  | Liga Mistrzów CONCACAF | 1/8   | Toronto FC           | 4:0 | 1:1    | 5:1          |
| 2019  | Liga Mistrzów CONCACAF | 1/4   | Sporting Kansas City | 2:1 | 0:3    | 2:4          |
| 2019  | Liga CONCACAF          | 1/8   | Robinhood            | 2:1 | 1:1    | 3:2          |
| 2019  | Liga CONCACAF          | 1/4   | Deportivo Saprissa   | 0:1 | 2:3    | 2:4          |
| 2020  | Liga CONCACAF          | QR    | Antigua GFC          | 0:0 | 0:0    | 0:0 (2:4 k.) |
| 2021  | Liga CONCACAF          | 1/8   | Forge                | 0:2 | 0:0    | 0:2          |

## Aktualny skład
Stan na 1 lutego 2023.
| Nr | Poz. | Piłkarz                 |
| -- | ---- | ----------------------- |
| 1  | BR   | Luis Rivas              |
| 3  | OB   | Orman Davis             |
| 4  | PO   | José Quiroz             |
| 5  | OB   | Aimar Modelo            |
| 7  | NA   | Jorge Serrano           |
| 8  | PO   | Uziel Maltez            |
| 9  | NA   | Ángel Sánchez           |
| 10 | PO   | Rafael Águila (kapitan) |
| 11 | PO   | Ángel Valverde          |
| 12 | BR   | Eddie Roberts           |
| 13 | OB   | Jean Montenegro         |
| 14 | OB   | Gilberto Hernández      |
| 15 | PO   | Alberto Saldaña         |

| Nr | Poz. | Piłkarz          |
| -- | ---- | ---------------- |
| 17 | NA   | Jonathan Perlaza |
| 19 | PO   | Marlon Ávila     |
| 20 | OB   | Luis Torres      |
| 22 | OB   | Sergio Ramírez   |
| 23 | NA   | Héctor Hurtado   |
| 25 | NA   | Davis Contreras  |
| 30 | PO   | Carlos Small     |
| 34 | BR   | Francisco Núñez  |
| 37 | OB   | Jair Modelo      |
| 44 | NA   | Erick Pinto      |
| 46 | NA   | Anthony Stewart  |
| 51 | PO   | Luis Fields      |
| 77 | NA   | Víctor Ávila     |